# Bruwerdinghausen (Adelsgeschlecht)

Wappen derer von Bruwerdinghausen

Die von Bruwerdinghausen, genannt Milites de Miste, sind ein westfälisches Uradelsgeschlecht von Rittern. Mitglieder des Burgmanngeschlechts zählten um 1178 zu den Mitbegründern der Stadt Miste, heute Meiste, ein Ortsteil von Rüthen.

## Geschichte
Eine der ersten Erwähnungen findet sich in den Überlieferungen von Christoph Brandis, einem geborenen Erbsälzer aus Werl und Geschichtsschreiber, der nicht nur Bürgermeister von Rüthen war, sondern auch eine Geborene von Bruwerdinghausen mit Maria (Eleke) zur Mutter hatte. Namensträger „von Bruwerdinghausen“ werden sich nach der Gründung von Meiste noch Jahrhunderte im Ort und im benachbarten Rüthen aufhalten. Die Pfarrei in Meiste wurde im Jahre 1191 gegründet und Christoph Brandis erwähnt in seinen Aufzeichnungen hierzu die „Milites“, Ritter aus Miste und nennt die Familie „von Bruerdinghausen“ (auch als „von Bruwerdinchusen“ überliefert): „haeredes et milites in Miste condicti“ und gibt dann folgende Nachrichten; Bertram und Anselm seien 1178 bei der Gründung der Stadt gewesen, hätten auch viele „Beneficia“, heute würde man von Spenden sprechen, dem Gotteshause in Miste (Meiste) zukommen lassen. „Sie hätten die Befestigung der Stadt trefflich befördern helfen, wie ihr insigne noch damals zwischen der Oester ‚Harchporten‘ an der Stadtmauer zweifach anzeigete.“ Zu den Ereignissen im Jahre 1191 schreibt Brandis weiter: „Bertramus miles. anselmus fratres de Bruerdinckhusen: 1191. Andreas. Anselmus milites de Miste. fratres de Bruerdinghusen.“
Hermann Erzbischof von Köln belehnte am 11. April 1530 (Montag nach Palmen Tag) auf Bitten des bisherigen Lehnträgers Tönnies (Antonius) von Bruwerdinghausen, dessen Nichte den Bastian Papen heiratete, den letzteren mit dem Hofe Westrich bei Büderich und Werl gelegen. Zeugen waren Bartolomaeus von der Leynn, Hofmeister, Johan Quad von Landeskron, Marschall, und Friderich von Fischheim, Türwärter.

## Wappen
Das gespaltene Wappen ist rechts gold, links schwarz-gold gerautet. Auf dem gekrönten Helm mit schwarz-goldenen Helmdecken der Schild klein, emporgehalten von einem rechts goldenen, links schwarzen offenen Flug.